# Linear Motor Girl
「リニアモーターガール」（Linear Motor Girl）是日本流行電音組合Perfume第一張主流單曲。於2005年9月21日發行。唱片公司為Tokuma Japan Communications。

## 概要
- Perfume主流出道第一張單曲。由非主流時期的偶像風格正式轉變為「近未來型流行電音團體」。
- 「リニアモーターガール」可算是一洗非主流時期歌曲走的偶像歌謠風格，經過合成濾音器加工後，把三人的聲音完全去除了感情和個性。與隨後推出的「コンピューターシティ」和「エレクトロ・ワールド」，合稱為「近未來三部曲」。
- c/w曲「ファンデーション」，以粉底作比喻，描述以受傷為前提的戀愛。另一首c/w曲「コンピューター ドライビング」表達的信息則完全相反，描述一名羞怯的女孩子對戀愛的覺醒，準備積極地面對戀愛。
- 「リニアモーターガール」的PV跟非主流時期色彩繽紛的映像完全不同，成員的服裝被統一為黑色，還有化妝的質感，也令人聯想到人工控制機械人的外形。拍攝時，成員以緩慢的舞蹈，配合以極慢速度播放的歌曲進行拍攝，在後期製作時再用正常速度播放，希望造出一種近似機器人的感覺。

## 收錄曲

### CD
| 曲序     | 曲目                        | 时长  |
| -------- | --------------------------- | ----- |
| 1.       | リニアモーターガール        | 4:07  |
| 2.       | ファンデーション            | 3:57  |
| 3.       | コンピューター ドライビング | 4:26  |
| 总时长： | 总时长：                    | 13:30 |

## 外部連結
- YouTube上的Perfume“リニアモーターガール”（Official Music Video）

1. ↑  .   [2019-10-03]. （原始内容存档于2019-12-23）.